# Dea Kulumbegashvili
Dea Kulumbegashvili (en georgià: დეა კულუმბეგაშვილი) és una directora de cinema i escriptora georgiana, d'origen ossetià. És coneguda per la seva pel·lícula Beginning del 2020, que va guanyar i va ser nominada a nombrosos premis. El 2024 va guanyar el Premi Especial del Jurat al 81è Festival Internacional de Cinema de Venècia amb el film April.

## Inicis i educació
Kulumbegashvili va néixer el 1986 a Oriol, Rússia (Oryol), i va créixer en una petita ciutat anomenada Lagodekhi al peu de les muntanyes del Caucas a Geòrgia. La seva realització cinematogràfica ha estat informada per la seva experiència de créixer en un lloc amb tanta barreja d'ètnies i nacionalitats.
Es va matricular a Nova York al curs d'Estudis de Mitjans de Comunicació a The New School, abans d'obtenir un Màster en Belles Arts en Direcció de Cinema a l'Escola d'Arts de la Universitat de Colúmbia, on es va matricular el 2014.

## Carrera
El curtmetratge debut de Kulumbegashvili, Invisible Spaces (Ukhilavi Sivrtseebi), va ser nominat a la Palma d'Or per a curtmetratges al Festival de Cannes de 2014. En ella, l'editor Rati Oneli va interpretar el pare, un dels tres personatges d'una pel·lícula sobre les tensions en una família petita. Dos anys més tard, el seu segon curtmetratge, Lethe, es va estrenar al Festival de Cannes 2016. Ambdues pel·lícules es van projectar al MoMA de Nova York i en altres festivals de cinema. Aquell mateix any va rebre el Premi d'art cinematogràfic Tsinandali 2016 a Geòrgia.
Va ser coguionista i coproductora, amb Rati Oneli (qui també va ser el director), del llargmetratge documental City of the Sun (2015-2017).
El 2020 Kulumbegashvili va dirigir Beginning, el seu primer llargmetratge. Inicialment amb el títol de treball Naked Sky, la pel·lícula va rebre una beca de producció pel Festival Internacional de Cinema de Rotterdam (IFFR), i Kulumbegashvili va rebre la residència de la Cinéfondation del Festival de Cannes a París, i una altra ajuda per al desenvolupament de l'International Film Lab de Sam Spiegel, del Sofia International Film Festival i del Festival de Cinema de Sarajevo. La pel·lícula va debutar al Festival Internacional de Cinema de Toronto el setembre de 2020 i va guanyar diversos premis.
Kulumbegashvili va rebre el premi Baumi Script Development 2022 pel seu segon llargmetratge, llavors conegut com Historia, sobre un proveïdor d'avortaments a la Geòrgia rural. El rodatge del projecte, més tard anomenat April, va tenir lloc el 2023; es va estrenar el 2024 al 81è Festival Internacional de Cinema de Venècia, on va guanyar el Premi Especial del Jurat.

## Filmografia
| Any  | Pel·lícula       | Títol original    | Notes                                                                       |
| ---- | ---------------- | ----------------- | --------------------------------------------------------------------------- |
| 2014 | Invisible Spaces | უხილავი სივრცეები | Curt                                                                        |
| 2016 | Léthé            | ლეთა              | Curt                                                                        |
| 2020 | Beginning        | დასაწყისი         |                                                                             |
| 2024 | April            | აპრილი            | Premi Especial del Jurat al 81è Festival Internacional de Cinema de Venècia |